# Vittorio Barzoni
Vittorio Barzoni (Lonato, 17 dicembre 1767 – Lonato, 22 aprile 1843) è stato uno scrittore, giornalista, politologo e avvocato italiano, noto polemista politico.
(Vittorio Barzoni)

## Biografia
Figlio di Cristoforo, commerciante di seta, e di Giustina Biemmi, studiò inizialmente con un precettore, poi frequentò un collegio di Verona, e infine si laureò a Padova in diritto, continuando a coltivare una vasta cultura che andava dalla letteratura alla storia.
Si trasferì quindi a Venezia dove inizialmente praticò la professione di avvocato, contro i nuovi principi sovversivi ispirati dalla Rivoluzione francese, nel 1794 pubblicò il libro Il solitario delle Alpi. Alla caduta della Repubblica Veneta, rimasto fedele alla Serenissima, fondò una gazzetta, L'Equatore, che iniziò le pubblicazioni proprio il 16 maggio del 1797, giorno dell'entrata delle truppe francesi nella ormai ex-Dominante.
Il foglio subì vari sequestri e poi la soppressione. Pubblicò allora il Rapporto sullo stato attuale dei paesi liberi d'Italia e sulla necessità ch'essi sieno fusi in una sola Repubblica, nel quale esortò Napoleone Bonaparte a provare la sua sincerità di "liberatore", unendo tutta l'Italia sotto un solo governo, indipendente da tutele straniere. Non si trattava solo di una provocazione politica, il Barzoni fu «devoto senza limiti a Venezia e inflessibile difensore dei suoi metodi di governo», eppure sognò l'unità d'Italia. A seguito della pubblicazione del suo Rapporto, il 27 settembre 1797, lo scrittore ebbe un violento litigio col segretario dell'Ambasciata francese e fu costretto a fuggire da Venezia per sottrarsi all'arresto e a una condanna a morte.
Nell'ottobre 1797, ceduto il Veneto all'Austria col trattato di Campoformio, Barzoni tornò a Venezia e pubblicò I Romani nella Grecia, una satira in cui i Romani sono i francesi rapinatori e i Greci gli italiani, colti e civili. Il pamphlet fu un successo: ebbe più di dieci edizioni in due anni (tutte anonime e con luogo di stampa e stampatore falsi) e fu tradotto in francese, inglese e tedesco. «Ne riceveva molta molestia il generalissimo [Buonaparte]» — scrisse Carlo Botta — «e ne cercava per ogni dove l'autore e le copie. Ma più il perseguitava e più era letto».
Nel 1802 Barzoni fu accolto benevolmente a Vienna, ma dopo due anni ne venne espulso a seguito di pressioni diplomatiche francesi; si mise allora al servizio dell'Inghilterra: esule a Malta, dal 1804 diresse i giornali antifrancesi L'Argo, poi il Cartaginese, dal 1808 il Giornale politico, poi la Gazzetta straordinaria e dal 1812 il Giornale di Malta.
Dall'isola, il Barzoni spediva agli Spagnoli, insorti contro la dominazione napoleonica, materiali di propaganda e d'incitamento alla resistenza, ma anche armi e denaro messi a disposizione dall'Inghilterra. Dalle colonne dei suoi giornali, il Barzoni lanciò inoltre una serie di proclami volti a promuovere l'unificazione dell'Italia in un unico stato con un parlamento eletto dal popolo, un senato aristocratico e un principe. In particolare il lonatese invitava i suoi compatrioti a riunirsi attorno ai loro vescovi e ai loro patrizi.
Alla caduta di Napoleone, nel 1814, Barzoni lasciò Malta e tornò in Italia, vivendo inizialmente a Milano. Collaborò per alcuni anni con dei giornali e riviste milanesi e si dedicò alla ristampa di alcune sue opere, tra cui la tragedia Narina, pubblicata nel 1825, che incorse nella censura e in giudizi alterni.

## L'ideologia reazionaria
Nato in un'agiata famiglia di commercianti di Lonato, le sue tranquille convinzioni reazionarie furono sconvolte dal trauma della Rivoluzione francese. Fu chiamato l’antiNapoleone: riteneva infatti che Bonaparte fosse un figlio della rivoluzione, inoltre criticò il pensiero di Rousseau e l'ideologia democratica. Barzoni scrisse di non credere nella virtù degli uomini e in una loro libertà originaria; le leggi non possono costituirsi sul libero consenso delle parti ma vanno imposte dall'alto: «Quando si parla di governo non s'intende trattar già di una istituzione che soavemente inviti gli uomini ad amarsi più di quello che si amano, ma d'un tenace e necessario morso che li tenga in freno perché non s'insidiino reciprocamente la vita e non si scannino».
Avvocato, Barzoni non credette nel costituzionalismo, ma esortava: «Non voler cercare una soverchia perfezione nei governi e rifletti sovente che le costituzioni sono fatte dagli uomini, che i governatori sono uomini e che un paese nel quale comandino le sole leggi è un paese affatto metafisico».
Per lui le disuguaglianze civili e politiche erano un fatto naturale come quelle fisiche, storico, e come tali, non potevano essere ignorate: «...essendovi negli uomini una disuguaglianza evidente di facoltà fisiche, morali, civili e politiche, non può mai esservi fra essi un eguale esercizio dei rispettivi loro diritti».
Con una logica avventurosa, argomentò: «...quando i cittadini godono sulla terra quella discreta somma di benessere sociale che loro deriva da una conveniente sicurezza della vita, dell'onore e della proprietà d'ognuno, il pretendere di più è lo stesso che cercare l'impassibilità della morte, perché la vita è piena di mali, e di mali indistruttibili», «...questa moderna esaltazione dei diritti eccessivi della moltitudine e degl'infallibili suoi doveri è una chimera; ...la sovranità non ha mai esistito nel popolo, ...essa risiede esclusivamente ed essenzialmente nei soli governatori».
Bassezze, malgoverno e corruzione derivano a suo giudizio solo dai regimi democratici: «...non vi sono mai stati Comizj esenti dall'ambito, dalla corruzione o dalla violenza; ...i deputati d'un governo libero abusarono sempre del potere ad essi affidato».
Il popolo, che lui definì "moltitudine", «...ha sempre servito ora ad un Marat che seppe adularla con vili bassezze, ora ad un Robespierre che la soggiogò colle armi e col terrore, ora ad un Orléans che la corruppe col danaro, ora ad un Cesare, che seppe entusiasmarla col fragor delle sue vittorie e collo spettacolo de' suoi trionfi ed ora ad un Demostene che la strascinò ove volle coll'impeto della sua voce e coi fulmini della sua eloquenza».
Le prospettive della democrazia, nella concezione di Barzoni, sono catastrofiche: «Fa che dispariscano per un momento da qualunque impero il governo, la forza, la religione, le civili istituzioni, tutti que' vincoli invisibili che incatenano i popoli e tu vedrai in un lampo i poveri alzarsi contro i ricchi, spogliarli e scannarli, que' che son governati trucidare i loro governatori, le corporazioni urtarsi e reciprocamente distruggersi, l'idiota uccidere l'uomo di genio, perché ha il delitto d'esser uomo di genio, il malvagio dar la cicuta alla persona dabbene perché fin tacendo gli rimprovera la sua malvagità, tutte le passioni sboccare, venir alle prese e innondare di sangue la terra. Questo è il carattere reale delle popolazioni sciolte da tutti i vincoli sociali ed abbandonate al cieco furore delle loro passioni».
Insomma, per Barzoni, la Religione Cattolica, tutelata dai principi legittimi, è il maggior sostegno per le comunità civili. Le diseguaglianze sono il frutto delle diverse inclinazioni degli uomini e dell'ordine naturale.

## Una traduzione spagnola deI Romani nella Grecia
Nel 1812, dopo quattro anni di invasione francese della Spagna, Nicolás Scorcia (Alicante 1749-1829), II Conde de Soto Ameno e primo sindaco costituzionale di Alicante, tradusse in spagnolo I Romani nella Grecia, inserendovi brani di reazione contro Napoleone e suo fratello Giuseppe Bonaparte. Questo manoscritto, ritrovato di recente e mostrato al pubblico a Cadice in occasione del Bicentenario della Costituzione spagnola del 1812, è l'unica versione esistente del libello italiano in lingua spagnola.

## Opere principali
- Tributo di un solitario alle ceneri di Angelo Emo, S.n.t. [i.e. Venezia, F. Andreola, 1792] (opera prima).
- Orazione per Verona al generale Buonaparte, [Venezia], dalle stampe del cittadino Francesco Andreola, [1797].
- Descrizioni, Venezia, presso Francesco Andreola, 1797.
- Rapporto sullo stato attuale dei paesi liberi d'Italia e sulla necessità ch'essi sieno fusi in una sola repubblica presentato al generale in capo dell'armata francese, Venezia, Francesco Andreola. 1797.
- I Romani nella Grecia, Londra [i.e. Venezia], F. Rivington and G. Robinson [i.e. F. Andreola], 1797.
- Memorabili avvenimenti successi sotto i tristi auspici della Repubblica francese, Venezia, presso Francesco Andreola, 1799.
- Rivoluzioni della Repubblica veneta, 2 voll., Venezia, presso Francesco Andreola, 1799.
- Colloquj civici, Venezia, 1799.
- Il solitario delle Alpi, Venezia, presso Francesco Andreola, 1800.
- Motivi della rottura del trattato d'Amiens. Discussione politica, Malta, 1804 (poi Dissertazione politica, Malta, 1811).
- Operette, Malta, 1808.
- Narina. Dramma, Crema, dalla tipografia di A. Ronna, 1825.
- Belfonte descritto, Lodi, co' tipi di Gio. Battista Orcesi, 1825.